# LYN (protéine)
Pour les articles homonymes, voir Lyn.
LYN est une protéine de type tyrosine kinase dont le gène est le LYN situé sur le chromosome 8 humain.

## En médecine
Une mutation du gène LYN confère une résistance aux anti-œstrogènes des cancers du sein avec récepteurs à l’œstrogène. D'autres mutations sont associées avec un risque accru de survenue d'un lupus érythémateux disséminé.

## Cible thérapeutique
Le dasatinib inhibe l'activité du LYN.